# Чемпіонат Одеської області з футболу
Чемпіонат Одеської області з футболу — обласні змагання серед аматорських команд. Перший чемпіонат був проведений у 1951 році. До 1957 року у ньому брали участь збірні районів і міст за спартакіадним принципом. В кінці 50-х років в головній стадії чемпіонату грали команди майстрів одеських «Металурга» і СКА (ОБО). З 1958 року в чемпіонаті почали брати участь клубні команди. Проводиться під егідою Одеської обласної федерації футболу.

## Всі призери змагань
| Сезон        | Чемпіон                               | 2 місце                                | 3 місце                                                    |
| 1951         | Збірна Жовтневого району              | Збірна Овідіопольського району         | Збірна Савранського району                                 |
| 1952         | «Червоний прапор» (Одеса)             | «Локомотив» (Подільськ)                | Збірна Саврані                                             |
| 1953         | «Шахтар» (Одеса)                      | «Локомотив» (Подільськ)                | Збірна Первомайська                                        |
| 1954         | «Шахтар» (Одеса)                      | Збірна Ізмаїла                         | Збірна Балти                                               |
| 1955         | «Металург»(«Чорноморець») (Одеса)     | ОБО/СКА (Одеса)                        |                                                            |
| 1956         | «Металург»(«Чорноморець») (Одеса)     | Збірна Ізмаїла                         | Збірна Білгорода-Дністровського                            |
| 1957         | «Водник» (Кілія)                      | Збірна Білгорода-Дністровського        | Збірна Ананьїва                                            |
| 1958         | «Водник» (Кілія)                      | «Локомотив» (Подільськ)                | «Водник» (Рені)                                            |
| 1959         | «Локомотив» (Подільськ)               | «Торпедо» (Одеса)                      | «Автобаза № 8» (Ізмаїл)                                    |
| 1960         | «Дунай» (Ізмаїл)                      |                                        |                                                            |
| 1961         | СКА (Одеса)                           |                                        |                                                            |
| 1962         | СКА (Одеса)                           | «Водник» (Ізмаїл)                      | «Авангард» (Подільськ)                                     |
| 1963         | «Торпедо» (Одеса)                     | «Локомотив» (Подільськ)                | «Автобаза № 5» (Білгород-Дністровський)                    |
| 1964         | «Автомобіліст» (Одеса)                | «Зірка» (Подільськ)                    | «Темп» (Болград)                                           |
| 1965         | «Торпедо» (Одеса)                     | «Повстання» (Татарбунари)              | «Зірка» (Болград)                                          |
| 1966         | «Автомобіліст» (Одеса)                | «Зірка» (Болград)                      | «Спартак» (Білгород-Дністровський)                         |
| 1967         | «Повстання» (Татарбунари)             | «Портовик» (Чорноморськ)               | «Правда» (Миколаївка)                                      |
| 1968         | «Повстання» (Татарбунари)             | «Автомобіліст» (Одеса)                 | «Портовик» (Чорноморськ)                                   |
| 1969         | «Повстання» (Татарбунари)             | СКА (Одеса)                            | «Портовик» (Чорноморськ)                                   |
| 1970         | «Повстання» (Татарбунари)             | «Судоремонтник» (Кілія)                | «Портовик» (Чорноморськ)                                   |
| 1971         | «Портовик» (Чорноморськ)              | «Повстання» (Татарбунари)              | «Спартак» (Білгород-Дністровський)                         |
| 1972         | «Портовик» (Чорноморськ)              | «Торпедо» (Одеса)                      | «Будівельник» (Чорноморськ) «Таксі»-«Автомобіліст» (Одеса) |
| 1973         | «Портовик» (Іллічівськ)               | «Повстання» (Татарбунари)              | «Таксі»-«Автомобіліст» (Одеса)                             |
| 1974         | «Торпедо» (Одеса)                     | «Портовик» (Чорноморськ)               | «Локомотив» (Одеса)                                        |
| 1975         | «Портовик» (Чорноморськ)              | «Батьківщина» (Іванівка)               | «Торпедо» (Одеса)                                          |
| 1976         | «Повстання» (Татарбунари)             | «Торпедо» (Одеса)                      | «Локомотив» (Одеса)                                        |
| 1977         | «Портовик» (Чорноморськ)              | «Повстання» (Татарбунари)              | «Дзержинець» (Овідіополь)                                  |
| 1978         | «Зоря» (ЗЖР) (Одеса)                  | «Портовик» (Ізмаїл)                    | «Локомотив» (Подільськ)                                    |
| 1979         | «Портовик» (Чорноморськ)              | «Торпедо» (Одеса)                      | «Судноремонтник» (Чорноморськ)                             |
| 1980         | «Дзержинець» (Овідіополь)             | «Україна» (Шевченкове)                 | «Судноремонтник» (Чорноморськ)                             |
| 1981         | «Дзержинець» (Овідіополь)             | «Торпедо» (Одеса)                      | «Україна» (Шевченкове)                                     |
| 1982         | «Таксі»-«Автомобіліст» (Одеса)        | «Локомотив» (Подільськ)                | «Україна» (Шевченкове)                                     |
| 1983         | «Судноремонтник» (Чорноморськ)        | «Торпедо» (Одеса)                      | «Україна» (Шевченкове)                                     |
| 1984         | ЗЖР (Одеса)                           | «Будівельник» (Білгород-Дністровський) | «Торпедо» (Подільськ)                                      |
| 1985         | «Динамо» (Одеса)                      | «Будівельник» (Білгород-Дністровський) | «Портовик» (Ізмаїл)                                        |
| 1986         | «Динамо» (Одеса)                      | «Судноремонтник» (Чорноморськ)         | «Торпедо» (Одеса)                                          |
| 1987         | ЗЖР (Одеса)                           | «Дзержинець» (Овідіополь)              | «Динамо» (Одеса)                                           |
| 1988         | «Судноремонтник» (Чорноморськ)        | «Дунаєць» (Ізмаїл)                     | «Динамо» (Одеса)                                           |
| 1989         | «Судноремонтник» (Чорноморськ)        | «Портовик» (Чорноморськ)               | «Дністер» (Овідіополь)                                     |
| 1990         | «Торпедо» (Одеса)                     | «Україна» (Шевченкове)                 | «Дністровець» (Білгород-Дністровський)                     |
| 1991         | «Дністер» (Овідіополь)                | «Локомотив» (Олександрівка)            | «Україна» (Шевченкове)                                     |
| 1992 (весна) | «Благо» (Великий Буялик)              | «Торпедо» (Одеса)                      | «Дністровець» (Білгород-Дністровський)                     |
| 1992/93      | «Благо» (Великий Буялик)              | «Первомаєць» (Першотравневе)           | «Дністровець» (Білгород-Дністровський)                     |
| 1993/94      | «Рень» (Рені)                         | «Первомаєць» (Першотравневе)           | «Благо» (Великий Буялик)                                   |
| 1994/95      | «Первомаєць» (Першотравневе)          | «Дністер» (Овідіополь)                 | «Рибак» (Одеса)                                            |
| 1995/96      | «Благо» (Благоєве)                    | «Первомаєць» (Першотравневе)           | «Моноліт» (Чорноморськ)                                    |
| 1996/97      | «Лотто-GCM» (Одеса)                   | «Дністер» (Овідіополь)                 | «Рибак» (Одеса)                                            |
| 1997/98      | «Дністер» (Овідіополь)                | «Рибак-Дорожник» (Одеса)               | «Атлетик» (Велика Михайлівка)                              |
| 1998/99      | «Дністер» (Овідіополь)                | «Рибак-Дорожник» (Одеса)               | «Дорожник» (Ізмаїл)                                        |
| 1999/00      | «Дністер» (Овідіополь)                | «Сигнал» (Одеса)                       | «Атлетик» (Велика Михайлівка)                              |
| 2000 (осінь) | «Дністер» (Овідіополь)                | «Сигнал» (Одеса)                       | «Дружба» (Зоря)                                            |
| 2001         | «Тирас-2500» (Білгород-Дністровський) | «Сигнал» (Одеса)                       | «Атлетик» (Велика Михайлівка)                              |
| 2002         | «Тирас-2500» (Білгород-Дністровський) | «Сигнал» (Одеса)                       | «Біляївка» (Біляївка)                                      |
| 2003         | «Біляївка» (Біляївка)                 | «Сигнал» (Одеса)                       | «Іллічівець» (Чорноморськ)                                 |
| 2004         | «Тирас-2500» (Білгород-Дністровський) | «Біляївка» (Біляївка)                  | «Олімп» (Ширяєве)                                          |
| 2005         | «Тирас-2500» (Білгород-Дністровський) | «Біляївка» (Біляївка)                  | «Олімп» (Ширяєве)                                          |
| 2006         | «Тирас-2500» (Білгород-Дністровський) | «Бриз» (Ізмаїл)                        | «Спартак» (Роздільна)                                      |
| 2007         | «Бриз» (Ізмаїл)                       | «Біляївка» (Біляївка)                  | «Таврія В»(Єреміївка)                                      |
| 2008         | «Біляївка» (Біляївка)                 | «Таврія В-Зоря»(Єреміївка)             | «Тарутине» (Тарутине)                                      |
| 2009         | «Тарутине» (Тарутине)                 | «Тирас-2500» (Білгород-Дністровський)  | «Таврія В-Зоря»(Єреміївка)                                 |
| 2010         | «Тарутине» (Тарутине)                 | «Єреміївський»(Єреміївка)              | «Нива» (Таїрове)                                           |
| 2011         | «Совіньйон» (Таїрове)                 | «Єреміївський»(Єреміївка)              | «Тарутине» (Тарутине)                                      |
| 2012         | «Бессарабія» (Одеса)                  | «Атлетик» (Велика Михайлівка)          | «Зоря» (Зоря)                                              |
| 2013         | «Балкани» (Зоря)                      | «Ізмаїл» (збірна району)               | «Зоря» (Зоря)                                              |
| 2014         | «Єреміївка» (Єреміївка)               | «Хаджибей» (Усатове)                   | «Спартак» (Роздільна)                                      |
| 2015         | «Єреміївка» (Єреміївка)               | «Хаджибей» (Усатове)                   | «Чорноморськ» (Чорноморськ)                                |
| 2016         | «Хаджибей» (Усатове)                  | «Чорноморськ» (Чорноморськ)            | «Єреміївка» (Єреміївка), «Олімп» (Кирнички)                |
| 2017         | «Олімп–Люксеон» (Кирнички/Одеса)      | «Чорноморськ» (Чорноморськ)            | «Єреміївка» (Єреміївка), «Ізмаїл»                          |
| 2018         | «Імені В. З. Тура» (Дельжилер)        | «Хаджибей» (Усатове)                   | «Дністровець» (Білгород-Дністровський), «Олімп» (Кирнички) |
| 2019         | «Імені В. З. Тура» (Дельжилер)        | «Хаджибей» (Усатове)                   | «Олімп» (Кирнички)                                         |
| 2020         | «Хаджибей» (Усатове)                  | «Імені В. З. Тура» (Дельжилер)         | «Кулевча» (Кулевча)                                        |
| 2021         | «Імені В. З. Тура» (Дельжилер)        | «Хаджибей» (Усатове)                   | «Затока» (Затока)                                          |
| 2022         | «Титан» (Одеса)                       | «То4ка» Одеса                          | «Малиновськ» Одеса                                         |
| 2023         | «Титан» (Одеса)                       | «Південна Пальміра НГУ» (Одеса)        | «Имперія Холоду» (Подільськ)                               |
| 2024         |                                       |                                        |                                                            |
| 2025         |                                       |                                        |                                                            |